# 桑德朗
桑德朗（法語：Sandrans，法語發音：[sɑ̃dʁɑ̃] ⓘ）是法国东部安省的一个市镇，属于布雷斯地区布尔格区。

## 地理
桑德朗（46°3'50"N, 4°58'51"E）面积29.02 平方千米，位于法国奥弗涅-罗讷-阿尔卑斯大区安省，该省份为法国东部省份，北起汝拉省，西北接索恩-卢瓦尔省，西接罗讷省和里昂大都会，南至伊泽尔省，东与萨瓦省、上萨瓦省和瑞士接壤。
与桑德朗接壤的市镇（或旧市镇、城区）包括：布利尼厄、拉沙佩勒-迪沙特拉尔、沙拉罗讷河畔沙蒂永、勒勒旺、罗芒、穆瓦尼昂河畔圣特里维耶。

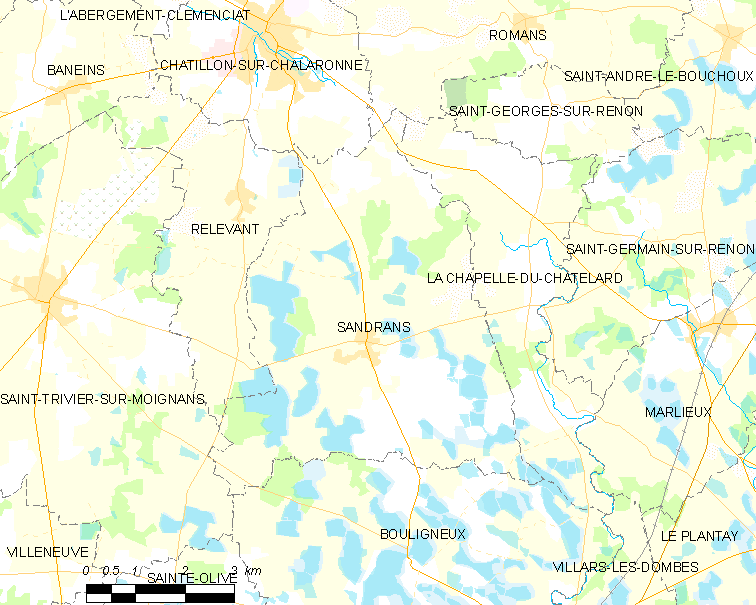
桑德朗的OSM定位图

桑德朗的时区为UTC+01:00、UTC+02:00（夏令时）。

## 行政
桑德朗的邮政编码为01400，INSEE市镇编码为01393。

## 政治
桑德朗所属的省级选区为沙拉罗讷河畔沙蒂永县。

## 人口

1962-2008年间桑德朗人口变化图示

桑德朗于2022年1月1日时的人口数量为578人。